# Schrei (chanson)
Singles de Tokio Hotel
Durch den Monsun
(2005) Rette mich
(2006)
Schrei est le second single du groupe allemand Tokio Hotel. Il est extrait de l'album Schrei. Il est sorti le 25 novembre 2005. La version en anglais, Scream est le dixième single de Tokio Hotel. Il est extrait de l'album Scream. Il est sorti le 11 décembre 2007.

## Deux versions deScream
Il y a deux versions de la version anglaise Scream : une est utilisée dans le clip vidéo et sur le Myspace du groupe. Les différences sont mineures mais remarquables. La principale différence est quand le chanteur chante le refrain : « Schrei » se transforme en « Scream ». La seconde version est sortie sur CD en Amérique le 11 décembre 2007 sous le nom de Scream (America). C'est une édition limitée du single Scream avec deux titres dont un remix : Ready, Set, Go! (version anglaise de Übers ende der welt) et Scream.

## Clip vidéo
Les deux clips sont semblables : Le clip se passe dans une maison remplie de jeunes, apparemment c'est une fête. Le groupe joue entouré de tous ces gens. Il y a des scènes où les personnes sont alcoolisées. À la fin du clip, le groupe détruit tout, notamment leurs instruments. Dans Scream, tout est semblable sauf le groupe qui a vieilli de deux années.

## Liste des titres

### Schrei
CD single
1. Schrei (single mix) - 3:17
2. Schrei (Grizzly mix) - 3:19

CD Maxi single
1. Schrei (single mix) - 3:17
2. Schrei (Grizzly mix) - 3:19
3. Schwarz - 3:21
4. Beichte - 3:36
5. Schrei (music video) - 3:17

### Scream
Scream America! Limited Edition CD single
1. Scream - 3:17
2. Ready, Set, Go! (AFI/Blaqk Audio Remix) - 3:07
3. 1000 Oceans - 4:04

## Charts
| Chart (Schrei)          | Meilleure Position |
| ----------------------- | ------------------ |
| Autriche Singles Chart  | 3                  |
| Pays-Bas Singles Chart  | 42                 |
| Allemagne Singles Chart | 5                  |
| Suisse Singles Chart    | 18                 |
| Chart (Scream)          | Meilleure Position |
| Italie Singles Chart    | 20                 |
| Portugal Singles Chart  | 1                  |